# Острва (филм)
Острва је југословенско-западнонемачки филм први пут приказан 22. маја 1963. године. Режирао га је Јован Живановић а сценарио су написали Југ Гризељ и Rolf Schulz

## Радња
Протагониста филма, Петер, мушкарац из Западног Берлина који, дубоко разочаран својим браком и животом, одлази на једно од острва Јадранског мора да би живео као пустињак. Радња приказује како младићева мајка у настојању да га врати плаћа младу девојку како би га завела.

## Улоге
| Глумац                 | Улога          |
| ---------------------- | -------------- |
|                        | Петер          |
|                        | Ева            |
| Блаженка Каталинић     | Петер С Мотхер |
| Бранимир Тори Јанковић |                |
|                        |                |